# Bence Biczó
Bence Biczó (19 januari 1993) is een Hongaarse zwemmer.

## Carrière
In de zomer van 2010 won Biczó goud op de 200 meter vlinderslag tijdens de Olympische Jeugdzomerspelen 2010 in Singapore. Bij zijn internationale seniorendebuut, op de Europese kampioenschappen kortebaanzwemmen 2010 in Eindhoven, veroverde de Hongaar de bronzen medaille op de 200 meter vlinderslag en werd hij uitgeschakeld in de series van de 100 meter vlinderslag.
Op de wereldkampioenschappen zwemmen 2011 in Shanghai eindigde Biczó als vijfde op de 200 meter vlinderslag, op de 4x100 meter wisselslag strandde hij samen met Péter Bernek, Dániel Gyurta en Dominik Kozma in de series. In Szczecin nam de Hongaar deel aan de Europese kampioenschappen kortebaanzwemmen 2011. Op dit toernooi eindigde hij als zesde op de 200 meter vlinderslag, op de 100 meter vlinderslag werd hij uitgeschakeld in de series.

## Internationale toernooien
| Jaar | Olympische Spelen   | WK langebaan                              | WK kortebaan  | EK langebaan  | EK kortebaan                             |
| ---- | ------------------- | ----------------------------------------- | ------------- | ------------- | ---------------------------------------- |
| 2010 |                     |                                           | geen deelname | geen deelname | 26e 100m vlinderslag · 200m vlinderslag  |
| 2011 |                     | 5e 200m vlinderslag 15e 4x100m wisselslag |               |               | 22e 100m vlinderslag 6e 200m vlinderslag |
| 2012 | 9e 200m vlinderslag |                                           |               |               |                                          |

## Persoonlijke records
Bijgewerkt tot en met 9 december 2011

### Kortebaan
| Afstand          | Tijd    | Datum            | Plaats         |
| ---------------- | ------- | ---------------- | -------------- |
| 100m vlinderslag | 52,65   | 9 december 2011  | Szczecin       |
| 200m vlinderslag | 1.52,94 | 12 november 2011 | Százhalombatta |

### Langebaan
| Afstand          | Tijd    | Datum        | Plaats   |
| ---------------- | ------- | ------------ | -------- |
| 100m vlinderslag | 53,61   | 23 juni 2011 | Debrecen |
| 200m vlinderslag | 1.54,79 | 24 juni 2011 | Debrecen |